# 阿修羅 (ゲーム)
『阿修羅』（あしゅら）は、1986年11月16日にセガから発売されたセガ・マークIII/セガ・マスターシステム用ゲームソフト。

## 概要
主人公のゲリラ戦士阿修羅（2プレイヤーは毘沙門）を操作し、機関銃と弾数制限のある武器（ボンバーアロー）で敵と戦う縦スクロールのアクションシューティングゲームである。全6ステージ、協力プレーが可能。
敵に触れたり（敵によってはミスとならない）、敵弾などに当たるとミス。ゲーム中、ボンバーアローで小屋を破壊して捕虜を助けると高得点。敵を倒すか捕虜を助けることで出現するアイテムにより、パワーアップできる。ステージの最後に到達するとスクロール画面が固定され、一定数の敵を倒して点滅したバリケードをボンバーアローで破壊して進むとクリア。
斜め後ろ、後ろへの移動は正面を向きながらとなり、後退しながら前方に攻撃ができるよう、操作系統に工夫が凝らされている。

## アイテム
L缶
機関銃の射程が長くなる。
S缶
機関銃が貫通弾になる。
ボンバーアロー
ボンバーアローのストックが5つ増える。
グレネード
ボンバーアローがグレネードになり、爆風で敵が倒せるようになる。
?缶
フル装備（L缶+S缶+グレネード）の時に取ると1UP、それ以外では画面上の敵兵が全滅する。

## 移植版
| No. | タイトル                        | 発売日                                   | 対応機種                                                     | 開発元               | 発売元 | メディア                            | 型式                                    | 備考                        |
| --- | ------------------------------- | ---------------------------------------- | ------------------------------------------------------------ | -------------------- | ------ | ----------------------------------- | --------------------------------------- | --------------------------- |
| 1   | 阿修羅 Secret Command           | 2008年6月3日 2009年7月13日 2009年4月17日 | Wii                                                          | セガ                 | セガ   | ダウンロード (バーチャルコンソール) | LAFN LAFE LAFP                          | 2019年1月31日配信・発売終了 |
| 2   | LOST JUDGMENT 裁かれざる記憶    | 2021年9月24日                            | PlayStation 4 PlayStation 5 Xbox One Xbox Series X/S         | セガ第一CS研究開発部 | セガ   | UHD BD-ROM                          | PLJM-16878（PS4版） ELJM-30067（PS5版） | ミニゲームとして収録        |
| 3   | 龍が如く7外伝 名を消した男      | 2023年11月9日                            | PlayStation 4 PlayStation 5 Xbox One Xbox Series X/S Windows | セガ第一CS研究開発部 | セガ   | BD-ROM ダウンロード                 | PS4 PLJM-17288 PS5 ELJM-30348           | ミニゲームとして収録        |
| 4   | 龍が如く8外伝 Pirates in Hawaii | INT 2025年2月21日                        | PlayStation 4 PlayStation 5 Xbox One Xbox Series X/S Windows | セガ第一CS研究開発部 | セガ   | BD-ROM ダウンロード                 | -                                       | >ミニゲームとして収録       |

## その他
- 海外向けマスターシステム版である北米では『Rambo: First Blood Part II』のゲーム化作品のほか、欧州では『Secret Command』の名称で販売されている。元々『Rambo: First Blood Part II』として企画されたゲームであるため、同映画のストーリーに準じたステージ構成になっている。
- BGMはPSGを巧みに使って戦場の悲壮感を表現しており、マークIIIのゲームミュージックの中でも非常に評価が高い。人気投票によって収録曲を決めた「セガコン-THE BEST OF SEGA GAME MUSIC-」VOL.1の冒頭に2曲収録されている。作曲は林克洋。
- 2015年6月7日放送のラジオ『セハガールのハードなSEGA情報RADIO「セハらじ」』のコーナー『セハガガ画伯』にて、本作が取り上げられた。